# Gubernia wiacka
Gubernia wiacka (ros. Вятская губерния) – jednostka administracyjna Imperium Rosyjskiego i RFSRR w północno-wschodniej Rosji Europejskiej, utworzona ukazem Katarzyny II w 1780 jako namiestnictwo wiackie, w 1796 ukazem Pawła I przekształcone w gubernię. Stolicą guberni była Wiatka. Zlikwidowana w 1929.
Graniczyła od północy z gubernią wołogodzką, na wschodzie z gubernią permską, na południu z gubernią kazańską i niżnonowogrodzką, na zachodzie z gubernią kostromską.
Powierzchnia guberni w 1897 wynosiła 169 629 km². Gubernia w początkach XX wieku była podzielona na 11 ujezdów.

## Demografia
Według wyników spisu powszechnego z 1897 liczba ludności wynosiła 3 030 831 osób – Rosjan (77,4%), Udmurtów (12,5%), Maryjczyków (Czeremisów) (4,8%), Tatarów (4,1%), Komi-Permiaków i Baszkirów.

### Ludność w ujezdach według deklarowanego języka ojczystego 1897[1]
| Ujezd           | Rosjanie | Udmurci | Maryjczycy | Tatarzy | Komi-Permiacy | Baszkirzy |
| --------------- | -------- | ------- | ---------- | ------- | ------------- | --------- |
| Gubernia ogółem | 77,4%    | 12,5%   | 4,8%       | 4,1%    | …             | …         |
| Wiacki          | 99,5%    | …       | …          | …       | …             | …         |
| Głazowski       | 54,7%    | 41,6%   | …          | 2,1%    | 1,5%          | …         |
| Jełabuski       | 53,3%    | 21,9%   | 3,1%       | 16,3%   | …             | 3,7%      |
| Kotielnicki     | 99,7%    | …       | …          | …       | …             | …         |
| Małmyski        | 53,8%    | 23,8%   | 3,7%       | 18,6%   | …             | …         |
| Nolinski        | 99,9%    | …       | …          | …       | …             | …         |
| Orłowski        | 97,6%    | …       | …          | …       | 2,4%          | …         |
| Sarapulski      | 71,3%    | 24,0%   | …          | 1,8%    | …             | 1,2%      |
| Słobodski       | 95,0%    | 2,9%    | …          | 2,0%    | …             | …         |
| Urżumski        | 69,5%    | …       | 25,3%      | 4,8%    | …             | …         |
| Jarański        | 86,0%    | …       | 13,9%      | …       | …             | …         |

Gubernia została zlikwidowana 14 grudnia 1929. Obecnie (2013) terytorium historycznej guberni wiackiej wchodzi w skład obwodu kirowskiego Federacji Rosyjskiej i autonomicznej Republiki Udmurcji w składzie Federacji.